# Лус Кларита
„Лус Кларита“ (на испански: Luz Clarita) е мексиканска теленовела от 1996 г., режисирана от Педро Дамян, и продуцирана от МаПат Лопес де Сатарайн за Телевиса. Адаптация е на теленовелата Chispita от 1982 г., създадена от Абел Санта Крус.
В главните роли са Даниела Лухан, Вероника Мерчант, Сесар Евора и Химена Сариняна, а в отрицателните – Франсес Ондивиела и Лили Гарса. Участват също Пати Диас и Айтор Итуриос.

## Сюжет
Лус Кларита е сладко 6-годишно момиченце, чието най-голямо желание е да намери своята майка.
Чрез поредица от случайности, семейството на Мариано Де Ла Фуенте решава да отвори вратите на дома си за Лус Кларита. На пръв поглед изглежда, че момиченцето е пристигнало в дома за да създава хаос в живота на семейството, но Лус Кларита дава важен урок на всички – че любовта е същността на щастието. За момиченцето се грижи Наталия, млада прислужница, тайно влюбена в Хосе Мариано Де Ла Фуенте.
Лус Кларита е убедена, че не е сирак, и че майка ѝ е жива, затова тя винаги е в очакване да се срещне с нея. Уповавайки се на вярата, отец Салвадор е натоварен със задачата да търси майка ѝ.
Любовта и добротата помагат на Лус Кларита да преодолее трудностите, създавани ѝ от Барбара и Ерика, високомерни жени, подпомагани от Брихита, строгата икономка в дома на Де Ла Фуенте.
Сред всички изпитания, Лус Кларита се бори да намери щастието при майка си, която се оказва, че е жена с мистериозно минало, Соледад, която всъщност се казва Росарио.

## Актьори
Част от актьорския състав:
- Даниела Лухан – Лус Клара Гонсало Вертис „Лус Кларита“
- Сесар Евора – Мариано Де Ла Фуенте
- Вероника Мерчант – Соледад Мартинес / Росарио Вертис вдовица де Гонсало
- Химена Сариняна – Мариела Де Ла Фуенте
- Айтор Итуриос – Хосе Мариано Де Ла Фуенте
- Пати Диас – Наталия
- Франсес Ондивиела – Барбара вдовица де Ломели
- Лили Гарса – Брихида
- Алехандро Томаси – Отец Салвадор Урибе
- Мигел Писаро – Роке
- Томас Горос – Анселмо
- Лусеро Ландер – Сестра Каридад
- Маргарита Исабел – Вероника
- Хосе Мария Торе – Исраел
- Ева Калво – Ката
- Мигел Артеага
- Хосе Антонио Марос
- Нинел Конде

## Премиера
Премиерата на Лус Кларита е на 30 септември 1996 г. по Canal de las Estrellas. Последният 105. епизод е излъчен на 21 февруари 1997 г.

## Награди и номинации
Награди TVyNovelas (Мексико) 1997
| Категория                  | Номиниран(а)     | Резултат   |
| -------------------------- | ---------------- | ---------- |
| Най-добра млада актриса    | Вероника Мерчант | Печели     |
| Най-добро детско участие   | Даниела Лухан    | Печели     |
| Най-добро детско участие   | Елеасар Гомес    | Номиниран  |
| Най-добър дебют на актриса | Химена Сариняна  | Номинирана |

## Адаптации
- Лус Кларита е адаптация на мексиканската теленовела Chispita от 1982 г., продуцирана от Валентин Пимстейн за Телевиса, с участието на Лусеро, Анхелика Арагон и Енрике Лисалде, която е адаптация на аржентинската теленовела Andrea Celeste от 1979 г., в която участват Андреа дел Бока, Раул Тайбо и Ана Мария Пикио.